# Caronno Varesino
Caronno Varesino (früher auch: Caronno Ghiringhello) ist eine italienische Gemeinde (comune) in der Provinz Varese in der Region Lombardei.

## Geographie
Die Gemeinde liegt etwa 8 Kilometer südlich von Varese. Caronno Varesino ist Teil des Parco Rile Tenore Olona. Die nordwestliche Gemeindegrenze bildet der Giessbach Arno, die östliche der Tenore. Die bedeckt eine Fläche von 5,62 km². Zu Caronno Varesino gehören die Fraktionen Travaino, Stribiana, Palani, Cascina Papa, Cascina Trenca, Cascina Pollo, Sasso und Brughiera. Die Nachbargemeinden sind Albizzate, Carnago, Castiglione Olona, Castronno, Gornate-Olona, Morazzone und Solbiate Arno.

## Geschichte
Der Ort Caronno Ghiringhello, der in den Statuten der Straßen und Gewässer der Grafschaft Mailand als Carono d’i Ghiringheli bezeichnet wird, gehörte zur Pieve von  Castelseprio und war eine der Gemeinden, die zur Instandhaltung der Rho-Straße beitrugen (1346). In den Registern des Estimo (Grundbuch) des Herzogtums Mailand von 1558 und den nachfolgenden Aktualisierungen im 17. und 18. Jahrhundert wird Caronno Ghiringhello immer noch zur gleichen Pieve gezählt.
Laut den Antworten auf die 45 Fragen der Volkszählung von 1751 war die Gemeinde drei Feudalherren unterstellt, nämlich dem Grafen Filippo Archinto, dem Grafen Gaspero Bilia (Bigli?) und Antonio Visconti, die alle in Mailand ansässig waren. Der Archinto erhielt 36 Lire und sieben Soldi pro Jahr an Lehnsabgaben; der Graf Biglia erhielt nichts, während die Visconti jedes Jahr ein Huhn von jedem seiner Lehnsherde erhielten. In der Gemeinde gab es keine Richter, und der Konsul leistete auch keinen Eid auf die Strafbanken. Der Kanzler, der 37 Lire pro Jahr erhielt, residierte in der Gemeinde und führte die öffentlichen Bücher. Die Gemeinde hatte einen Rat, der sich aus Bürgermeistern oder Abgeordneten zusammensetzte, zu denen manchmal auch Vertreter der Feudalherren kamen. In der allgemeinen Verteilung der Gemeinde für das Jahr 1749 ist neben vier Bürgermeistern auch ein Konsul aufgeführt, der in diesem Jahr 19 Lire erhielt.

## Bevölkerung
| Bevölkerungsentwicklung | Bevölkerungsentwicklung | Bevölkerungsentwicklung | Bevölkerungsentwicklung | Bevölkerungsentwicklung | Bevölkerungsentwicklung | Bevölkerungsentwicklung | Bevölkerungsentwicklung | Bevölkerungsentwicklung | Bevölkerungsentwicklung | Bevölkerungsentwicklung | Bevölkerungsentwicklung | Bevölkerungsentwicklung | Bevölkerungsentwicklung | Bevölkerungsentwicklung |
| ----------------------- | ----------------------- | ----------------------- | ----------------------- | ----------------------- | ----------------------- | ----------------------- | ----------------------- | ----------------------- | ----------------------- | ----------------------- | ----------------------- | ----------------------- | ----------------------- | ----------------------- |
| Jahr                    | 1751                    | 1805                    | 1809                    | 1853                    | 1859                    | 1871                    | 1901                    | 1921                    | 1951                    | 1971                    | 1991                    | 2001                    | 2011                    | 2021                    |
| Einwohner               | 900                     | 1094                    | *2325                   | 1600                    | 1629                    | 1724                    | 1747                    | 1773                    | 2325                    | 3928                    | 4419                    | 4602                    | 4940                    | 4772                    |

- 1809 Fusion mit Castronno und Morazzone

## Persönlichkeiten
- Ettore Albini (1869–1954), Journalist, Theaterkritiker
- Gerolamo Bianchi (1841–1860), Soldat und Gefolgsmann Giuseppe Garibaldis
- Doriano Crespan (1946–2011), Fußballspieler